# Aghchorguitt
Aghchorguitt este o comună din departamentul Aleg, Regiunea Brakna, Mauritania, cu o populație de 9.188 locuitori.